# Repêchage d'entrée dans la LNH 2003
2002 2004
Le repêchage d'entrée dans la Ligue nationale de hockey 2003 a eu lieu au Gaylord Entertainment Center à Nashville dans le Tennessee aux États-Unis.

## Transactions ayant eu lieu le jour du repêchage
- Les Panthers de la Floride ont échangé leur premier choix au repêchage (Marc-André Fleury) et leur 73e choix (Daniel Carcillo) aux Penguins de Pittsburgh en retour du troisième choix au repêchage (Nathan Horton), de leur 55e choix (Stefan Meyer) et de Mikael Samuelsson.
- Les Blues de Saint-Louis ont échangé Cory Stillman au Lightning de Tampa Bay en retour de leur 62e choix (David Backes).
- Les Devils du New Jersey ont échangé Mike Danton et leur 101e choix (Konstantin Zakharov) aux Blues de St. Louis en retour de leur 93e choix (Ivan Khomutov).

## Le repêchage[1],[2],[3]

### 1ertour
| Rang | Joueur                   | Nationalité        | Équipe LNH                | Repêché de                                                 |
| ---- | ------------------------ | ------------------ | ------------------------- | ---------------------------------------------------------- |
| 1    | Marc-André Fleury (G)    | Canada             | Penguins de Pittsburgh    | Screaming Eagles du Cap-Breton (LHJMQ)                     |
| 2    | Eric Staal (C)           | Canada             | Hurricanes de la Caroline | Petes de Peterborough (LHO)                                |
| 3    | Nathan Horton (C)        | Canada             | Panthers de la Floride    | Generals d'Oshawa (LHO)                                    |
| 4    | Nikolaï Jerdev (AD)      | Russie             | Blue Jackets de Columbus  | HK CSKA Moscou (Superliga)                                 |
| 5    | Thomas Vanek (AG)        | Autriche           | Sabres de Buffalo         | Golden Gophers du Minnesota (NCAA)                         |
| 6    | Milan Michálek (AD)      | République tchèque | Sharks de San José        | HC Ceske Budejovice (Extraliga)                            |
| 7    | Ryan Suter (D)           | États-Unis         | Predators de Nashville    | Programme de développement nationale des États-Unis (NAHL) |
| 8    | Braydon Coburn (D)       | Canada             | Thrashers d'Atlanta       | Winter Hawks de Portland (LHOu)                            |
| 9    | Dion Phaneuf (D)         | Canada             | Flames de Calgary         | Rebels de Red Deer (LHOu)                                  |
| 10   | Andreï Kastsitsyne (AD)  | Biélorussie        | Canadiens de Montréal     | CSKA Moscou (Superliga)                                    |
| 11   | Jeff Carter (C)          | Canada             | Flyers de Philadelphie    | Greyhounds de Sault Ste. Marie (LHO)                       |
| 12   | Hugh Jessiman (AD)       | États-Unis         | Rangers de New York       | Big Green de Dartmouth (NCAA)                              |
| 13   | Dustin Brown (AD)        | États-Unis         | Kings de Los Angeles      | Storm de Guelph (LHO)                                      |
| 14   | Brent Seabrook (D)       | Canada             | Blackhawks de Chicago     | Hurricanes de Lethbridge (LHOu)                            |
| 15   | Robert Nilsson (C)       | Suède              | Islanders de New York     | Leksands IF (Elitserien)                                   |
| 16   | Steve Bernier (AD)       | Canada             | Sharks de San José        | Wildcats de Moncton (LHJMQ)                                |
| 17   | Zach Parisé (C)          | États-Unis         | Devils du New Jersey      | Fighting Sioux de North Dakota (NCAA)                      |
| 18   | Eric Fehr (AD)           | Canada             | Capitals de Washington    | Wheat Kings de Brandon (LHOu)                              |
| 19   | Ryan Getzlaf (C)         | Canada             | Mighty Ducks d'Anaheim    | Hitmen de Calgary (LHOu)                                   |
| 20   | Brent Burns (AD)         | Canada             | Wild du Minnesota         | Battalion de Brampton (LHO)                                |
| 21   | Mark Stuart (D)          | États-Unis         | Bruins de Boston          | Tigers de Colorado College (NCAA)                          |
| 22   | Marc-Antoine Pouliot (C) | Canada             | Oilers d'Edmonton         | Océanic de Rimouski (LHJMQ)                                |
| 23   | Ryan Kesler (C)          | États-Unis         | Canucks de Vancouver      | Buckeyes d'Ohio State (NCAA)                               |
| 24   | Mike Richards (C)        | Canada             | Flyers de Philadelphie    | Rangers de Kitchener (LHO)                                 |
| 25   | Anthony Stewart (AD)     | Canada             | Panthers de la Floride    | Frontenacs de Kingston (LHO)                               |
| 26   | Brian Boyle (C)          | États-Unis         | Kings de Los Angeles      | St. Sebastien's (USHS)                                     |
| 27   | Jeff Tambellini (AG)     | Canada             | Kings de Los Angeles      | Wolverines du Michigan (NCAA)                              |
| 28   | Corey Perry (AD)         | Canada             | Mighty Ducks d'Anaheim    | Knights de London (LHO)                                    |
| 29   | Patrick Eaves (AD)       | États-Unis         | Sénateurs d'Ottawa        | Eagles de Boston College (NCAA)                            |
| 30   | Shawn Belle (D)          | Canada             | Blues de Saint-Louis      | Americans de Tri-City (LHOu)                               |

### 2etour
| Rang | Joueur                      | Nationalité        | Équipe LNH                | Repêché de                                   |
| ---- | --------------------------- | ------------------ | ------------------------- | -------------------------------------------- |
| 31   | Danny Richmond (D)          | États-Unis         | Hurricanes de la Caroline | Wolverines du Michigan (NCAA)                |
| 32   | Ryan Stone (C)              | Canada             | Penguins de Pittsburgh    | Wheat Kings de Brandon (LHOu)                |
| 33   | Loui Eriksson (AG)          | Suède              | Stars de Dallas           | Västra Frölunda HC (Elitserien)              |
| 34   | Mike Egener (D)             | Canada             | Lightning de Tampa Bay    | Hitmen de Calgary (LHOu)                     |
| 35   | Konstantin Glazatchiov (AG) | Russie             | Predators de Nashville    | Lokomotiv Iaroslavl (Superliga)              |
| 36   | Vojtěch Polák (AD)          | République tchèque | Stars de Dallas           | HC Energie Karlovy Vary (Extraliga)          |
| 37   | Kevin Klein (D)             | Canada             | Predators de Nashville    | Toronto St. Michael's Majors (LHO)           |
| 38   | Kamil Kreps (C)             | République tchèque | Panthers de la Floride    | Battalion de Brampton (LHO)                  |
| 39   | Tim Ramholt (D)             | Suisse             | Flames de Calgary         | ZSC Lions (LNA)                              |
| 40   | Cory Urquhart (C)           | Canada             | Canadiens de Montréal     | Rocket de Montréal (LHJMQ)                   |
| 41   | Matt Smaby (D)              | États-Unis         | Lightning de Tampa Bay    | Shattuck-Saint Mary's (USHS)                 |
| 42   | Petr Vrana (AG)             | République tchèque | Devils du New Jersey      | Mooseheads d'Halifax (LHJMQ)                 |
| 43   | Josh Hennessy (C)           | États-Unis         | Sharks de San José        | Remparts de Québec (LHJMQ)                   |
| 44   | Konstantin Pouchkariov (AG) | Kazakhstan         | Kings de Los Angeles      | Kazzinc-Torpedo Oust-Kamenogorsk (Superliga) |
| 45   | Patrice Bergeron (C)        | Canada             | Bruins de Boston          | Titan d'Acadie-Bathurst (LHJMQ)              |
| 46   | Dan Fritsche (C)            | États-Unis         | Blue Jackets de Columbus  | Sting de Sarnia (LHO)                        |
| 47   | Matt Carle (D)              | États-Unis         | Sharks de San José        | Lancers de River City (USHL)                 |
| 48   | Dmitri Tchiornykh (AD)      | Russie             | Islanders de New York     | Khimik Voskressensk (Superliga)              |
| 49   | Shea Weber (D)              | Canada             | Predators de Nashville    | Rockets de Kelowna (LHOu)                    |
| 50   | Ivan Baranka (D)            | Slovaquie          | Rangers de New York       | Dubnica nad Váhom (Extraliga Slo.)           |
| 51   | Colin McDonald (AD)         | États-Unis         | Oilers d'Edmonton         | Huskies Jr. de New England (EJHL)            |
| 52   | Corey Crawford (G)          | Canada             | Blackhawks de Chicago     | Wildcats de Moncton (LHJMQ)                  |
| 53   | Ievgueni Tounik (C)         | Russie             | Islanders de New York     | Kristall Elektrostal (Superliga)             |
| 54   | Brandon Crombeen (AD)       | États-Unis         | Stars de Dallas           | Colts de Barrie (LHO)                        |
| 55   | Stefan Meyer (AG)           | Canada             | Panthers de la Floride    | Tigers de Medicine Hat (LHOu)                |
| 56   | Patrick O'Sullivan (C)      | États-Unis         | Wild du Minnesota         | IceDogs de Mississauga (LHO)                 |
| 57   | John Doherty (D)            | États-Unis         | Maple Leafs de Toronto    | Académie Phillips (USHS)                     |
| 58   | Jeremy Colliton (C)         | Canada             | Islanders de New York     | Raiders de Prince Albert (LHOu)              |
| 59   | Michal Barinka (D)          | République tchèque | Blackhawks de Chicago     | HC Ceske Budejovice (Extraliga)              |
| 60   | Marc-André Bernier (AD)     | Canada             | Canucks de Vancouver      | Mooseheads d'Halifax (LHJMQ)                 |
| 61   | Maxim Lapierre (C)          | Canada             | Canadiens de Montréal     | Rocket de Montréal (LHJMQ)                   |
| 62   | David Backes (AD)           | États-Unis         | Blues de Saint-Louis      | Stars de Lincoln (USHL)                      |
| 63   | David Liffiton (D)          | Canada             | Avalanche du Colorado     | Whalers de Plymouth (LHO)                    |
| 64   | Jimmy Howard (G)            | États-Unis         | Red Wings de Détroit      | Black Bears du Maine (NCAA)                  |
| 65   | Branislav Fabry (AD)        | Slovaquie          | Sabres de Buffalo         | HC Slovan Bratislava (Extraliga Slo.)        |
| 66   | Masi Marjamaki (AG)         | Finlande           | Bruins de Boston          | Rebels de Red Deer (LHOu)                    |
| 67   | Igor Mirnov (C)             | Russie             | Sénateurs d'Ottawa        | HK Dinamo Moscou (Superliga)                 |
| 68   | Jean-François Jacques (AG)  | Canada             | Oilers d'Edmonton         | Drakkar de Baie-Comeau (LHJMQ)               |

### 3etour
| Rang | Joueur                   | Nationalité | Équipe LNH               | Repêché de                           |
| ---- | ------------------------ | ----------- | ------------------------ | ------------------------------------ |
| 69   | Colin Fraser (C)         | Canada      | Flyers de Philadelphie   | Rebels de Red Deer (LHOu)            |
| 70   | Jonathan Filewich (AD)   | Canada      | Penguins de Pittsburgh   | Cougars de Prince George (LHOu)      |
| 71   | Dmitri Kosmatchiov (D)   | Russie      | Blue Jackets de Columbus | CSKA Moscou (Superliga)              |
| 72   | Mikhaïl Joukov (AD)      | Russie      | Oilers d'Edmonton        | IFK Arboga (Elitserien)              |
| 73   | Daniel Carcillo (AG)     | Canada      | Penguins de Pittsburgh   | Sting de Sarnia (LHO)                |
| 74   | Clarke MacArthur (AG)    | Canada      | Sabres de Buffalo        | Tigers de Medicine Hat (LHOu)        |
| 75   | Ken Roche (C)            | États-Unis  | Rangers de New York      | St. Sebastian’s (USHS)               |
| 76   | Richard Stehlik (D)      | Slovaquie   | Predators de Nashville   | Castors de Sherbrooke (LHJMQ)        |
| 77   | Tyler Redenbach (AG)     | Canada      | Coyotes de Phoenix       | Broncos de Swift Current (LHOu)      |
| 78   | Danny Irmen (C)          | États-Unis  | Wild du Minnesota        | Lincoln Stars (USHL)                 |
| 79   | Ryan O'Byrne (D)         | Canada      | Canadiens de Montréal    | Hitmen de Calgary (LHOu)             |
| 80   | Dmitri Pestounov (C)     | Kazakhstan  | Coyotes de Phoenix       | Metallurg Magnitogorsk (Superliga)   |
| 81   | Štefan Ružička (AD)      | Slovaquie   | Flyers de Philadelphie   | Nitra (Extraliga Slo.)               |
| 82   | Ryan Munce (G)           | Canada      | Kings de Los Angeles     | Sting de Sarnia (LHO)                |
| 83   | Stephen Werner (AD)      | États-Unis  | Capitals de Washington   | River Hawks d'UMass-Lowell (NCAA)    |
| 84   | Konstantin Barouline (G) | Russie      | Blues de Saint-Louis     | Rubin Tioumen (Superliga)            |
| 85   | Alexandre Picard (D)     | Canada      | Flyers de Philadelphie   | Mooseheads d'Halifax (LHJMQ)         |
| 86   | Shane Hynes (AD)         | Canada      | Mighty Ducks d'Anaheim   | Big Red de Cornell (NCAA)            |
| 87   | Ryan Potulny (C)         | États-Unis  | Flyers de Philadelphie   | Stars de Lincoln (USHL)              |
| 88   | Zach Fitzgerald (D)      | États-Unis  | Blues de Saint-Louis     | Thunderbirds de Seattle (LHOu)       |
| 89   | Paul Brown (AD)          | Canada      | Predators de Nashville   | Blazers de Kamloops (LHOu)           |
| 90   | Juha Alen (D)            | Finlande    | Mighty Ducks d'Anaheim   | Wildcats de Northern Michigan (NCAA) |
| 91   | Martin Sagat (AG)        | Slovaquie   | Maple Leafs de Toronto   | Dukla Trencin (Extraliga Slo.)       |
| 92   | Alexander Sulzer (D)     | Allemagne   | Predators de Nashville   | Hamburg Freezers (DEL)               |
| 93   | Ivan Khomoutov (C)       | Russie      | Devils du New Jersey     | Kristall Elektrostal (Superliga)     |
| 94   | Zack Stortini (AD)       | Canada      | Oilers d'Edmonton        | Wolves de Sudbury (LHO)              |
| 95   | Rick Kozak (AD)          | Canada      | Flyers de Philadelphie   | Wheat Kings de Brandon (LHOu)        |
| 96   | Jonathan Boutin (G)      | Canada      | Lightning de Tampa Bay   | Mooseheads d'Halifax (LHJMQ)         |
| 97   | Ryan Donally (AG)        | Canada      | Flames de Calgary        | Spitfires de Windsor (LHO)           |
| 98   | Grigori Chafigouline (C) | Russie      | Predators de Nashville   | Lokomotiv Iaroslavl (Superliga)      |
| 99   | Matt Nickerson (D)       | États-Unis  | Stars de Dallas          | Tornado du Texas (NAHL)              |
| 100  | Philippe Seydoux (D)     | Suisse      | Sénateurs d'Ottawa       | Kloten Flyers (LNA)                  |
| 101  | Konstantin Zakharov (A)  | Biélorussie | Blues de Saint-Louis     | Yunost Minsk (Biélorussie)           |

### 4etour
| Rang | Joueur                  | Nationalité        | Équipe LNH                | Repêché de                        |
| ---- | ----------------------- | ------------------ | ------------------------- | --------------------------------- |
| 102  | Aaron Dawson (D)        | États-Unis         | Hurricanes de la Caroline | Petes de Peterborough (LHO)       |
| 103  | Kevin Jarman (AG)       | Canada             | Blue Jackets de Columbus  | Stouffville (OPJRA)               |
| 104  | Philippe Dupuis (C)     | Canada             | Blue Jackets de Columbus  | Olympiques de Hull (LHJMQ)        |
| 105  | Martin Lojek (D)        | République tchèque | Panthers de la Floride    | Battalion de Brampton (LHO)       |
| 106  | Jan Hejda (D)           | République tchèque | Sabres de Buffalo         | HC Slavia Prague (Exraliga)       |
| 107  | Byron Bitz (AD)         | Canada             | Bruins de Boston          | Clippers de Nanaimo (LHCB)        |
| 108  | Kevin Romy (AD)         | Suisse             | Flyers de Philadelphie    | Genève-Servette HC (LNA)          |
| 109  | Andreas Valdix (AG)     | Suède              | Capitals de Washington    | Malmö Redhawks (Elitserien)       |
| 110  | James Sharrow (D)       | États-Unis         | Thrashers d'Atlanta       | Mooseheads d'Halifax (LHJMQ)      |
| 111  | Brandon Nolan (AG)      | Canada             | Canucks de Vancouver      | Generals d'Oshawa (LHO)           |
| 112  | Jamie Tardif (AD)       | Canada             | Flames de Calgary         | Petes de Peterborough (LHO)       |
| 113  | Corey Locke (C)         | Canada             | Canadiens de Montréal     | 67 d'Ottawa (LHO)                 |
| 114  | Denis Iejov (D)         | Russie             | Sabres de Buffalo         | Lada Togliatti (Superliga)        |
| 115  | Liam Lindstrom (C)      | Canada             | Coyotes de Phoenix        | Mora IK (Elitserien)              |
| 116  | Guillaume Desbiens (AD) | Canada             | Thrashers d'Atlanta       | Huskies de Rouyn-Noranda (LHJMQ)  |
| 117  | Teemu Lassila (G)       | Finlande           | Predators de Nashville    | TPS Turku (SM-Liiga)              |
| 118  | Frank Rediker (D)       | États-Unis         | Bruins de Boston          | Spitfires de Windsor (LHO)        |
| 119  | Nathan Saunders (D)     | Canada             | Mighty Ducks d'Anaheim    | Wildcats de Moncton (LHJMQ)       |
| 120  | Stefan Blaho (AD)       | Slovaquie          | Islanders de New York     | Dukla Trenčín (Extraliga Slo.)    |
| 121  | Paul Bissonnette (D)    | Canada             | Penguins de Pittsburgh    | Spirit de Saginaw (LHO)           |
| 122  | Corey Potter (D)        | États-Unis         | Rangers de New York       | Spartans de Michigan State (NCAA) |
| 123  | Danny Stewart (AG)      | Canada             | Canadiens de Montréal     | Océanic de Rimouski (LHJMQ)       |
| 124  | James Pemberton (D)     | États-Unis         | Panthers de la Floride    | Friars de Providence (NCAA)       |
| 125  | Konstantin Volkov (AD)  | Russie             | Maple Leafs de Toronto    | Dynamo Moscou (Superliga)         |
| 126  | Kevin Nastiuk (G)       | Canada             | Hurricanes de la Caroline | Tigers de Medicine Hat (LHOu)     |
| 127  | Alexandre Bolduc (C)    | Canada             | Blues de Saint-Louis      | Huskies de Rouyn-Noranda (LHJMQ)  |
| 128  | Ty Morris (AG)          | Canada             | Canucks de Vancouver      | Saints de St. Albert (LHJA)       |
| 129  | Patrik Valcak (AD)      | République tchèque | Bruins de Boston          | Ostrava Jr. (Extraliga)           |
| 130  | Matej Trojovsky (D)     | République tchèque | Hurricanes de la Caroline | Pats de Regina (LHOu)             |
| 131  | David Svagorovsky (AD)  | République tchèque | Avalanche du Colorado     | Thunderbirds de Seattle (LHOu)    |
| 132  | Kyle Quincey (D)        | Canada             | Red Wings de Détroit      | Knights de London (LHO)           |
| 133  | Roustam Sidikov (G)     | Russie             | Predators de Nashville    | HK CSKA Moscou (Superliga)        |
| 134  | Aleksandr Naourov (AD)  | Russie             | Stars de Dallas           | Lokomotiv Iaroslavl (Superliga)   |
| 135  | Mattias Karlsson (D)    | Suède              | Sénateurs d'Ottawa        | Brynäs IF (Elitserien)            |
| 136  | Michael Vannelli (D)    | États-Unis         | Thrashers d'Atlanta       | Stampede de Sioux Falls (USHL)    |

### 5etour
| Rang | Joueur                  | Nationalité        | Équipe LNH                | Repêché de                         |
| ---- | ----------------------- | ------------------ | ------------------------- | ---------------------------------- |
| 137  | Tyson Strachan (D)      | Canada             | Hurricanes de la Caroline | Vipers de Vernon (LHCB)            |
| 138  | Arsi Piispanen (AD)     | Finlande           | Blue Jackets de Columbus  | Jokerit Helsinki (SM-Liiga)        |
| 139  | Patrick Ehelechner (G)  | Allemagne          | Sharks de San José        | Hannover Scorpions (DEL)           |
| 140  | David Tremblay (G)      | Canada             | Flyers de Philadelphie    | Olympiques de Hull (LHJMQ)         |
| 141  | Dan Travis (AD)         | États-Unis         | Panthers de la Floride    | Académie Deerfield (USHS)          |
| 142  | Tim Cook (D)            | États-Unis         | Sénateurs d'Ottawa        | Lancers de River City (USHL)       |
| 143  | Greg Moore (AD)         | États-Unis         | Flames de Calgary         | Black Bears du Maine (NCAA)        |
| 144  | Eero Kilpeläinen (G)    | Finlande           | Stars de Dallas           | KalPa Kuopio (SM-Liiga)            |
| 145  | Brett Sterling (AG)     | États-Unis         | Thrashers d'Atlanta       | Tigers de Colorado College (NCAA)  |
| 146  | Mark McCutcheon (C)     | États-Unis         | Avalanche du Colorado     | Falcons Jr. de New England (EJHL)  |
| 147  | Kalle Olsson (AD)       | Suède              | Oilers d'Edmonton         | Västra Frölunda HC (SM-Liiga)      |
| 148  | Lee Stempniak (AD)      | États-Unis         | Blues de Saint-Louis      | Big Green de Dartmouth (NCAA)      |
| 149  | Nigel Dawes (AG)        | Canada             | Rangers de New York       | Ice de Kootenay (LHOu)             |
| 150  | Thomas Morrow (D)       | États-Unis         | Sabres de Buffalo         | Buccaneers de Des Moines (USHL)    |
| 151  | Lasse Kukkonen (D)      | Finlande           | Blackhawks de Chicago     | Kärpät Oulu (SM-Liiga)             |
| 152  | Brady Murray (C)        | Canada             | Kings de Los Angeles      | Silverbacks de Salmon Arm (LHCB)   |
| 153  | Mike Brown (G)          | États-Unis         | Bruins de Boston          | Spirit de Saginaw (LHO)            |
| 154  | David Rohlfs (AD)       | États-Unis         | Oilers d'Edmonton         | Compuware de Détroit (NAHL)        |
| 155  | Josh Robertson (C)      | États-Unis         | Capitals de Washington    | Proctor (USHS)                     |
| 156  | Alekseï Ivanov (C)      | Russie             | Blackhawks de Chicago     | Lokomotiv Iaroslavl (Superliga)    |
| 157  | Marcin Kolusz (A)       | Pologne            | Wild du Minnesota         | Podhale Nowy Targ (Pologne)        |
| 158  | John Mitchell (C)       | Canada             | Blue Jackets de Columbus  | Whalers de Plymouth (LHO)          |
| 159  | Chris Beckford-Tseu (G) | Canada             | Blues de Saint-Louis      | Generals d'Oshawa (LHO)            |
| 160  | Nicklas Danielsson (AD) | Suède              | Canucks de Vancouver      | Brynäs IF (Elitserien)             |
| 161  | Ievgueni Issakov (AG)   | Russie             | Penguins de Pittsburgh    | Severstal Tcherepovets (Superliga) |
| 162  | Martin Tuma (D)         | République tchèque | Panthers de la Floride    | Litvinov Jr. (Extraliga)           |
| 163  | Brad Richardson (C)     | Canada             | Avalanche du Colorado     | Attack d'Owen Sound (LHO)          |
| 164  | Ryan Oulahen (C)        | Canada             | Red Wings de Détroit      | Battalion de Brampton (LHO)        |
| 165  | Gino Guyer (C)          | États-Unis         | Stars de Dallas           | Golden Gophers du Minnesota (NCAA) |
| 166  | Sergueï Guimaïev (D)    | Russie             | Sénateurs d'Ottawa        | Severstal Tcherepovets (Superliga) |
| 167  | Zach Tarkir (D)         | États-Unis         | Devils du New Jersey      | Chiefs de Chilliwack (LHCB)        |

### 6etour
| Rang | Joueur                         | Nationalité        | Équipe LNH               | Repêché de                                       |
| ---- | ------------------------------ | ------------------ | ------------------------ | ------------------------------------------------ |
| 168  | Marc Methot (D)                | Canada             | Blue Jackets de Columbus | Knights de London (LHO)                          |
| 169  | Lukas Bolf (D)                 | République tchèque | Penguins de Pittsburgh   | HC Sparta Prague (Extraliga)                     |
| 170  | Andreas Sundin (AG)            | Suède              | Red Wings de Détroit     | Linköpings HC (Elitserien)                       |
| 171  | Denis Stassiouk (C)            | Russie             | Panthers de la Floride   | Metallurg Novokouznetsk (Superliga)              |
| 172  | Pavel Vorochnine (D)           | Russie             | Sabres de Buffalo        | IceDogs de Mississauga (LHO)                     |
| 173  | Tyler Johnson (C)              | Canada             | Flames de Calgary        | Warriors de Moose Jaw (LHOu)                     |
| 174  | Esa Pirnes (C)                 | Finlande           | Kings de Los Angeles     | Tappara Tampere (SM-Liiga)                       |
| 175  | Mike Hamilton (A)              | Canada             | Thrashers d'Atlanta      | Centennials de Merritt (LHCB)                    |
| 176  | Ivan Dornič (C)                | Slovaquie          | Rangers de New York      | HC Slovan Bratislava (Extraliga Slo.)            |
| 177  | Christopher Heino-Lindberg (G) | Suède              | Canadiens de Montréal    | Hammarby IF (Elitserien)                         |
| 178  | Ryan Gibbons (AD)              | Canada             | Coyotes de Phoenix       | Thunderbirds de Seattle (LHOu)                   |
| 179  | Philippe Furrer (D)            | Suisse             | Rangers de New York      | CP Berne (LNA)                                   |
| 180  | Chris Holt (G)                 | Canada             | Rangers de New York      | Programme de développement des États-Unis (NAHL) |
| 181  | Johan Anderson (C)             | Suède              | Blackhawks de Chicago    | IF Troja-Ljungby (Elitserien)                    |
| 182  | Bruno Gervais (D)              | Canada             | Islanders de New York    | Titan d'Acadie-Bathurst (LHJMQ)                  |
| 183  | Nate Thompson (C)              | États-Unis         | Bruins de Boston         | Thunderbirds de Seattle (LHOu)                   |
| 184  | Dragan Umicevic (AG)           | Suède              | Oilers d'Edmonton        | Södertälje SK (Elitserien)                       |
| 185  | Francis Wathier (AG)           | Canada             | Stars de Dallas          | Olympiques de Hull (LHJMQ)                       |
| 186  | Andrew Miller (AG)             | États-Unis         | Mighty Ducks d'Anaheim   | Lancers de River City (USHL)                     |
| 187  | Miroslav Kopriva (G)           | République tchèque | Wild du Minnesota        | HC Rabat Kladno (Extraliga)                      |
| 188  | Mark Flood (D)                 | Canada             | Canadiens de Montréal    | Petes de Peterborough (LHO)                      |
| 189  | Jonathan Lehun (C)             | États-Unis         | Blues de Saint-Louis     | Huskies de St. Cloud State (NCAA)                |
| 190  | Chad Brownlee (D)              | Canada             | Canucks de Vancouver     | Vipers de Vernon (LHCB)                          |
| 191  | Rejean Beauchemin (G)          | Canada             | Flyers de Philadelphie   | Raiders de Prince Albert (LHOu)                  |
| 192  | Doug O’Brien (D)               | Canada             | Lightning de Tampa Bay   | Olympiques de Hull (LHJMQ)                       |
| 193  | Ville Hostikka (G)             | Finlande           | Flyers de Philadelphie   | SaiPa Lappeenranta (SM-Liiga)                    |
| 194  | Stefan Blom (D)                | Suède              | Red Wings de Détroit     | Hammarby IF (Elitserien)                         |
| 195  | Drew Bagnall (D)               | Canada             | Stars de Dallas          | Battleford (LHJS)                                |
| 196  | Elias Granath (D)              | Suède              | Stars de Dallas          | Leksands IF (Elitserien)                         |
| 197  | Jason Smith (G)                | Canada             | Devils du New Jersey     | Lennoxville (LHJAAAQ)                            |

### 7etour
| Rang | Joueur                       | Nationalité        | Équipe LNH                | Repêché de                             |
| ---- | ---------------------------- | ------------------ | ------------------------- | -------------------------------------- |
| 198  | Shay Stephenson (AG)         | Canada             | Hurricanes de la Caroline | Rebels de Red Deer (LHOu)              |
| 199  | Andy Chiodo (G)              | Canada             | Penguins de Pittsburgh    | St. Michael's Majors de Toronto (LHO)  |
| 200  | Aleksandr Gouskov (D)        | Russie             | Blue Jackets de Columbus  | Lokomotiv Iaroslavl (Superliga)        |
| 201  | Jonathan Tremblay (AD)       | Canada             | Sharks de San José        | Titan d'Acadie-Bathurst (LHJMQ)        |
| 202  | Nathan Paetsch (D)           | Canada             | Sabres de Buffalo         | Warriors de Moose Jaw (LHOu)           |
| 203  | Denis Loguinov (C)           | Russie             | Thrashers d'Atlanta       | Ak Bars Kazan (Superliga)              |
| 204  | Linus Videll (AG)            | Suède              | Avalanche du Colorado     | Södertälje SK (Elitserien)             |
| 205  | Joe Pavelski (C)             | États-Unis         | Sharks de San José        | Blackhawks de Waterloo (USHL)          |
| 206  | Thomas Bellemare (D)         | Canada             | Flames de Calgary         | Voltigeurs de Drummondville (LHJMQ)    |
| 207  | Gueorgui Micharine (D)       | Russie             | Wild du Minnesota         | Iekaterinbourg (Superliga)             |
| 208  | Randall Gelech (AD)          | Canada             | Coyotes de Phoenix        | Rockets de Kelowna (LHOu)              |
| 209  | Dylan Reese (D)              | États-Unis         | Rangers de New York       | Pittsburgh (NAHL)                      |
| 210  | Andreï Moukhatchiov (D)      | Russie             | Predators de Nashville    | CSKA Moscou (Superliga)                |
| 211  | Mike Brodeur (G)             | Canada             | Blackhawks de Chicago     | Kodiaks de Camrose (LHJA)              |
| 212  | Denis Rehak (D)              | Slovaquie          | Islanders de New York     | Dukla Trencin Jr. (Extraliga Slo.)     |
| 213  | Miroslav Hanuljak (G)        | République tchèque | Predators de Nashville    | Litvinov Jr. (Extraliga)               |
| 214  | Kyle Brodziak (C)            | Canada             | Oilers d'Edmonton         | Warriors de Moose Jaw (LHOu)           |
| 215  | Mathieu Roy (D)              | Canada             | Oilers d'Edmonton         | Foreurs de Val-d'Or (LHJMQ)            |
| 216  | Kai Hospelt (A)              | Allemagne          | Sharks de San José        | Kölner Haie (DEL)                      |
| 217  | Oskari Korpikari (D)         | Finlande           | Canadiens de Montréal     | Kärpät Oulu (SM-Liiga)                 |
| 218  | Dirk Southern (C)            | Canada             | Mighty Ducks d'Anaheim    | Wildcats de Northern Michigan (NCAA)   |
| 219  | Adam Courchaine (C)          | Canada             | Wild du Minnesota         | Giants de Vancouver (LHOu)             |
| 220  | Jeremy Williams (C)          | Canada             | Maple Leafs de Toronto    | Broncos de Swift Current (LHOu)        |
| 221  | Ievgueni Skatchkov (AG)      | Russie             | Blues de Saint-Louis      | Kapitan Stoupino (Pervaïa liga)        |
| 222  | François-Pierre Guénette (C) | Canada             | Canucks de Vancouver      | Mooseheads d'Halifax (LHJMQ)           |
| 223  | Dany Roussin (AG)            | Canada             | Panthers de la Floride    | Océanic de Rimouski (LHJMQ)            |
| 224  | Gerald Coleman (G)           | États-Unis         | Lightning de Tampa Bay    | Knights de London (LHO)                |
| 225  | Brett Hemingway (F)          | Canada             | Avalanche du Colorado     | Express de Coquitlam (LHCB)            |
| 226  | Tomas Kollar (AG)            | Suède              | Red Wings de Détroit      | Hammarby Jr. IF (Elitserien)           |
| 227  | Jay Rosehill (D)             | Canada             | Lightning de Tampa Bay    | Grizzlys de Olds (LHJA)                |
| 228  | Will Colbert (D)             | Canada             | Sénateurs d'Ottawa        | 67 d'Ottawa (LHO)                      |
| 229  | Stephen Dixon (C)            | Canada             | Penguins de Pittsburgh    | Screaming Eagles du Cap-Breton (LHJMQ) |

### 8etour
| Rang | Joueur                 | Nationalité        | Équipe LNH                | Repêché de                                |
| ---- | ---------------------- | ------------------ | ------------------------- | ----------------------------------------- |
| 230  | Jamie Hoffmann (A)     | États-Unis         | Hurricanes de la Caroline | Buccaneers de Des Moines (USHL)           |
| 231  | Matt Zaba (G)          | Canada             | Kings de Los Angeles      | Tigers de Colorado College (NCAA)         |
| 232  | Joe Jensen (AG)        | États-Unis         | Penguins de Pittsburgh    | Huskies de St. Cloud State (NCAA)         |
| 233  | Mathieu Gravel (AD)    | Canada             | Blue Jackets de Columbus  | Cataractes de Shawinigan (LHJMQ)          |
| 234  | Petr Kadlec (D)        | République tchèque | Panthers de la Floride    | HC Slavia Prague (Extraliga)              |
| 235  | Jeff Weber (G)         | Canada             | Sabres de Buffalo         | Whalers de Plymouth (LHO)                 |
| 236  | Alexander Hult (C)     | Suède              | Sharks de San José        | Tranås AIF (Elitserien)                   |
| 237  | Shaun Landolt (C)      | Canada             | Maple Leafs de Toronto    | Hitmen de Calgary (LHOu)                  |
| 238  | Cody Blanshan (D)      | États-Unis         | Islanders de New York     | Mavericks de Nebraska-Omaha (NCAA)        |
| 239  | Tobias Enström (D)     | Suède              | Thrashers d'Atlanta       | MODO hockey (Elitserien)                  |
| 240  | Cam Cunning (AG)       | Canada             | Flames de Calgary         | Blazers de Kamloops (LHOu)                |
| 241  | Jimmy Bonneau (AG)     | Canada             | Canadiens de Montréal     | Rocket de l'Île-du-Prince-Édouard (LHJMQ) |
| 242  | Eduard Lewandowski (A) | Allemagne          | Coyotes de Phoenix        | Kölner Haie (DEL)                         |
| 243  | Jan Marek (A)          | République tchèque | Rangers de New York       | HC Oceláři Třinec (Extraliga)             |
| 244  | Mike Sullivan (C)      | Canada             | Kings de Los Angeles      | Spirit de Stouffville (OPJHL)             |
| 245  | Dustin Byfuglien (D)   | États-Unis         | Blackhawks de Chicago     | Cougars de Prince George (LHOu)           |
| 246  | Igor Volkov (A)        | Russie             | Islanders de New York     | Salavat Ioulaïev Oufa (Superliga)         |
| 247  | Benoît Mondou (AD)     | Canada             | Bruins de Boston          | Cataractes de Shawinigan (LHJMQ)          |
| 248  | Josef Hrabal (D)       | République tchèque | Oilers d'Edmonton         | Vsetin Jr. (Extraliga)                    |
| 249  | Andrew Joudrey (C)     | Canada             | Capitals de Washington    | Hounds de Notre-Dame (LHJS)               |
| 250  | Shane O'Brien (D)      | Canada             | Mighty Ducks d'Anaheim    | St. Michael's Majors de Toronto (LHO)     |
| 251  | Mathieu Melanson (AD)  | Canada             | Wild du Minnesota         | Saguenéens de Chicoutimi (LHJMQ)          |
| 252  | Sergueï Topol (A)      | Russie             | Canucks de Vancouver      | Avangard Omsk (Superliga)                 |
| 253  | Andreï Pervychine (D)  | Russie             | Blues de Saint-Louis      | Lokomotiv Iaroslavl (Superliga)           |
| 254  | Nathan McIver (D)      | Canada             | Canucks de Vancouver      | St. Michael's Majors de Toronto (LHO)     |
| 255  | Raimonds Danilics (D)  | Lettonie           | Lightning de Tampa Bay    | Daugavpils Stalkers-Jrs. (Lettonie)       |
| 256  | Brady Greco (D)        | États-Unis         | Lightning de Tampa Bay    | Steel de Chicago (USHL)                   |
| 257  | Darryl Yacboski (AG)   | Canada             | Avalanche du Colorado     | Pats de Regina (LHOu)                     |
| 258  | Vladimir Kutny (D)     | Slovaquie          | Red Wings de Détroit      | Remparts de Québec (LHJMQ)                |
| 259  | Niko Vainio (D)        | Finlande           | Stars de Dallas           | Jokerit Helsinki Junior (SM-Liiga)        |
| 260  | Ossi Louhivaara (A)    | Finlande           | Sénateurs d'Ottawa        | KooKoo Kouvola (SM-Liiga)                 |
| 261  | Joey Tenute (C)        | Canada             | Devils du New Jersey      | Sting de Sarnia (LHO)                     |

### 9etour
| Rang | Joueur                     | Nationalité        | Équipe LNH                | Repêché de                            |
| ---- | -------------------------- | ------------------ | ------------------------- | ------------------------------------- |
| 262  | Ryan Rorabeck (C)          | Canada             | Hurricanes de la Caroline | St. Michael's Majors de Toronto (LHO) |
| 263  | Matt Moulson (AG)          | Canada             | Penguins de Pittsburgh    | Big Red de Cornell (NCAA)             |
| 264  | John Hecimovic (AD)        | Canada             | Panthers de la Floride    | Sting de Sarnia (LHO)                 |
| 265  | Tanner Glass (A)           | Canada             | Panthers de la Floride    | Clippers de Nanaimo (LHCB)            |
| 266  | Louis-Philippe Martin (AD) | Canada             | Sabres de Buffalo         | Drakkar de Baie-Comeau (LHJMQ)        |
| 267  | Brian O’Hanley (D)         | États-Unis         | Sharks de San José        | Eagles de Boston College (NCA)        |
| 268  | Lauris Darzins (A)         | Lettonie           | Predators de Nashville    | Lukko Rauma Jr. (SM-Liiga)            |
| 269  | Rylan Kaip (C)             | Canada             | Thrashers d'Atlanta       | Hounds de Notre Dame (LHJS)           |
| 270  | Kevin Harvey (AG)          | Canada             | Flames de Calgary         | Georgetown (OPJRA)                    |
| 271  | Jaroslav Halák (G)         | Slovaquie          | Canadiens de Montréal     | Bratislava Jr. (Extraliga Slo.)       |
| 272  | Sean Sullivan (D)          | États-Unis         | Coyotes de Phoenix        | St. Sebastian’s (USHS)                |
| 273  | Albert Vichniakov (AG)     | Russie             | Lightning de Tampa Bay    | Ak Bars Kazan (Superliga)             |
| 274  | Martin Guerin (AD)         | États-Unis         | Kings de Los Angeles      | Buccaneers de Des Moines (USHL)       |
| 275  | Michael Grenzy (D)         | États-Unis         | Blackhawks de Chicago     | Steel de Chicago (USHL)               |
| 276  | Carter Lee (A)             | États-Unis         | Sharks de San José        | Canterbury (USHS)                     |
| 277  | Kevin Regan (G)            | États-Unis         | Bruins de Boston          | St. Sebastian’s (USHS)                |
| 278  | Troy Bodie (AD)            | Canada             | Oilers d'Edmonton         | Rockets de Kelowna (LHOu)             |
| 279  | Mark Olafson (AD)          | Canada             | Capitals de Washington    | Rockets de Kelowna (LHOu)             |
| 280  | Ville Mantymaa (D)         | Finlande           | Mighty Ducks d'Anaheim    | Tappara Tampere (SM-Liiga)            |
| 281  | Jean-Michel Bolduc (D)     | États-Unis         | Wild du Minnesota         | Remparts de Québec (LHJMQ)            |
| 282  | Chris Porter (C)           | Canada             | Blackhawks de Chicago     | Stars de Lincoln (USHL)               |
| 283  | Trevor Hendrikx (D)        | Canada             | Blue Jackets de Columbus  | Petes de Peterborough (LHO)           |
| 284  | Juhamatti Aaltonen (AG)    | Finlande           | Blues de Saint-Louis      | Kärpät Oulu (SM-Liiga)                |
| 285  | Matthew Hansen (D)         | Canada             | Canucks de Vancouver      | Thunderbirds de Seattle (LHOu)        |
| 286  | Zbynek Hrdel (C)           | République tchèque | Lightning de Tampa Bay    | Océanic de Rimouski (LHJMQ)           |
| 287  | Nick Tarnasky (C)          | Canada             | Lightning de Tampa Bay    | Hurricanes de Lethbridge (LHOu)       |
| 288  | David Jones (AD)           | Canada             | Avalanche du Colorado     | Express de Coquitlam (LHCB)           |
| 289  | Mikael Johansson (C)       | Suède              | Red Wings de Détroit      | Arvika HC (Elitserien)                |
| 290  | Loïc Burkhalter (A)        | Suisse             | Coyotes de Phoenix        | HC Ambri-Piotta (LNA)                 |
| 291  | Brian Elliott (G)          | Canada             | Sénateurs d'Ottawa        | Ajax (OPJRA)                          |
| 292  | Arseni Bondarev (AG)       | Russie             | Devils du New Jersey      | Lokomotiv Iaroslavl (Superliga)       |